# Bark (plantedel)
 Denne artikel omhandler bark fra træer. Opslagsordet har også en anden betydning, se Bark.
Bark er det yderste lag af et træs eller en busks grene eller stamme.
Planternes bark består af flere lag. Yderst er der i de fleste tilfælde en død skorpebark, der som regel sprækker på langs. Under det findes barkens vækstlag, og neden under igen er der som regel et bastlag. Inderst er der et vækstlag (inderbarken), som danner veddet.
Normalt strømmer træets saft opad i veddet og nedad lige under barken. Hvis man binder noget stramt omkring træet, så vil der efterhånden dannes en bule over snøringen og hvis træet har rodforbindelse med andre træer, så at rødderne kan holde sig i live, så vil det gradvist vokse hen over snøringen oven fra, og kun efterlade et ar og en fortykkelse der, hvor det voksede hen over rebet.